# Ponte della Paglia

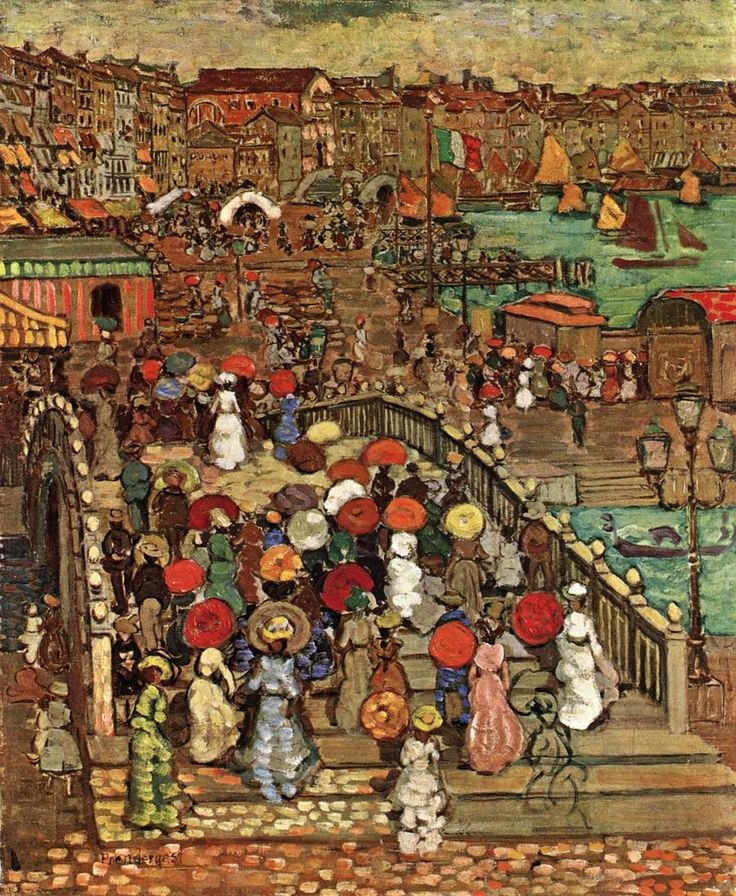
Il Ponte della Paglia (1899) rappresentato da Maurice Prendergast

Il Ponte della Paglia è un ponte di Venezia che attraversa il Rio di Palazzo in prossimità del Palazzo Ducale, mettendo in comunicazione il molo della Piazzetta di San Marco con la Riva degli Schiavoni. È uno dei ponti che segnano il passaggio tra il Sestiere di San Marco e quello di Castello.

## Descrizione

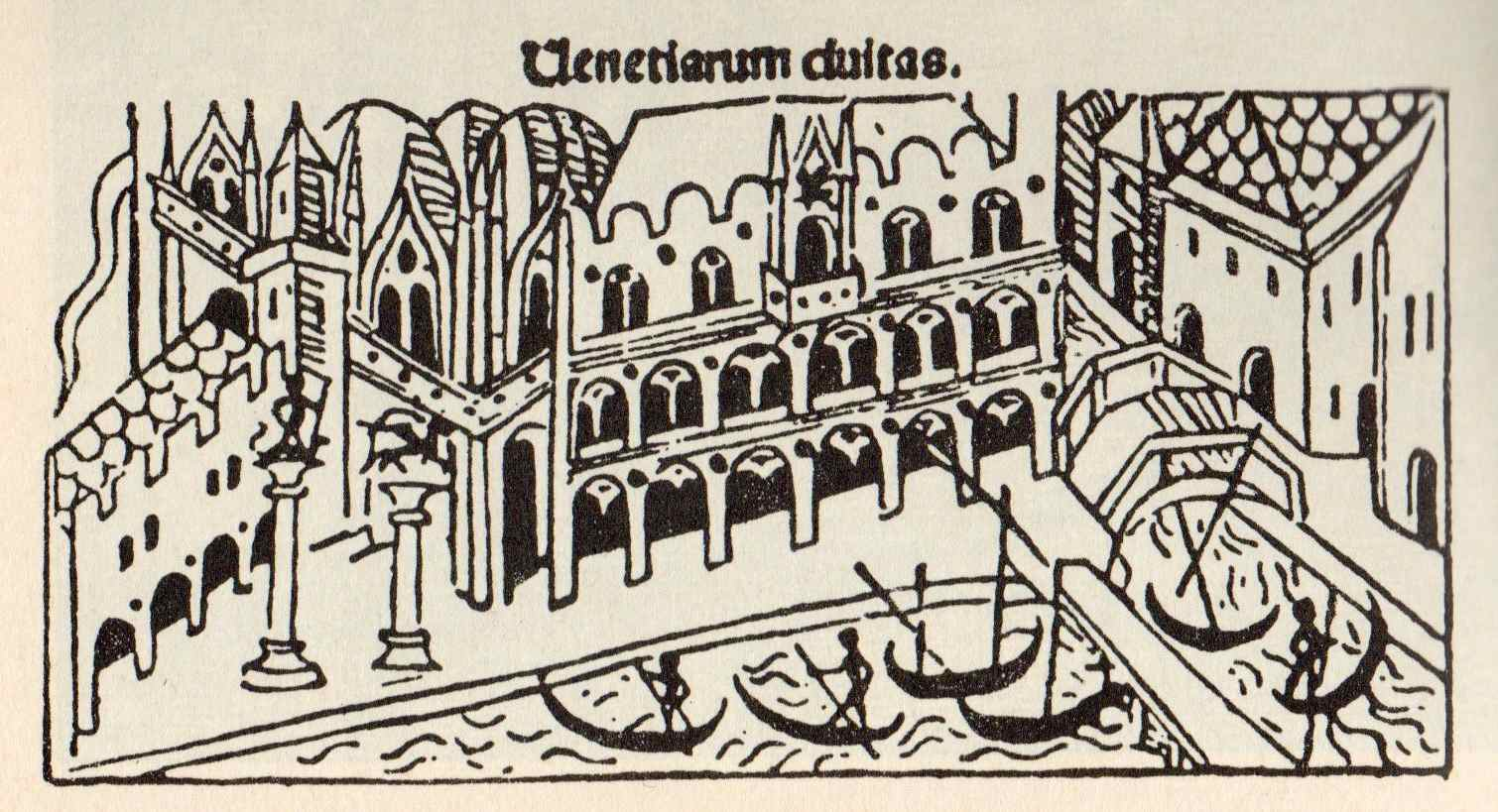
W. Rolewinck,Venetiarum civitas, 1479

Il nome "della Paglia" deriva dalla barche cariche di paglia destinata ai cavalli, alla mucche ed ai sacconi da letto che attraccavano sulla vicina fondamenta. Fu tra i primi ponti ad essere costruito in pietra. Nella Cronaca Savina del XV secolo, che narra le vicende del doge Giovanni Dolfin che governò la Repubblica dal 1356 al 1361, si dice: In questo tempo fu fatto el ponte de piera a San Marco che prima gièra de legno e se chiama e onte della pàgia perché in quel luogo se ridussero le barche de pàgia.  Ma soprattutto da considerarsi come il primo ponte veneziano dotato di bande ai due lati, sostanzialmente ancora conservate allo stato originario con la sua balaustrata gotica rifinita da archetti trilobati sotto la cimasa e ornato di pigne (o fioroni) sui piedritti. 
Ristrutturato nel 1462 non fu toccato durante l'allargamento delle rive del 1779. Invece tra il 1843 e il 1844 venne allargato più del doppio spostando la balaustra originale; sotto il volto è ancora visibile (anche da terra) il vecchio cordolo nella posizione originale. Fu ricollocato nella nuova posizione anche il capitello votivo con una Madonna appostovi nel 1583 dai traghettatori che li avevano lo stazio.
Il ponte è molto spesso affollato dai turisti non solo perché permette un'ottima visuale sul Ponte dei Sospiri e su tutto il Bacino di San Marco.

## Galleria d'immagini

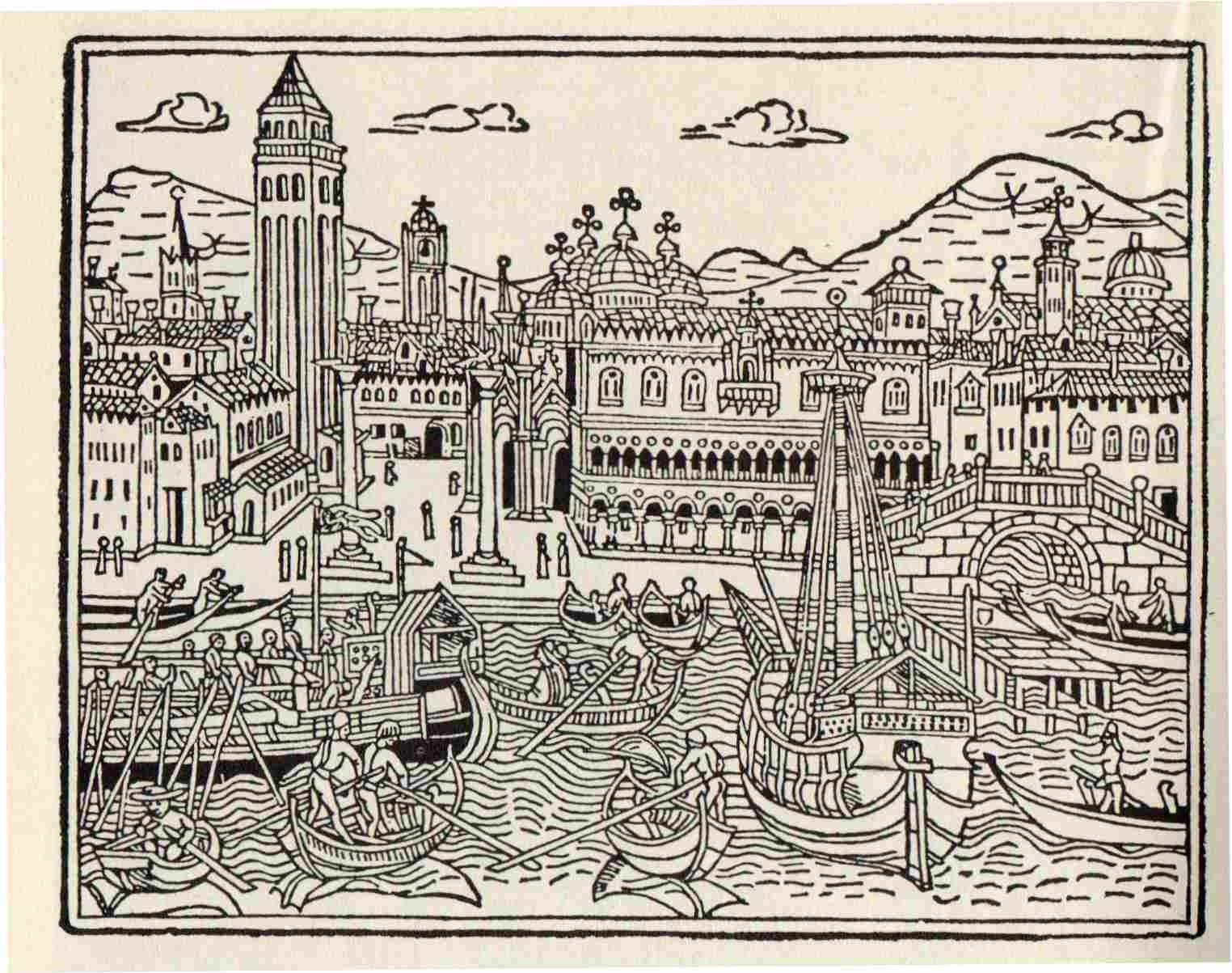
J. Ph. Bergomenis, Supplementum chronicarum, 1490
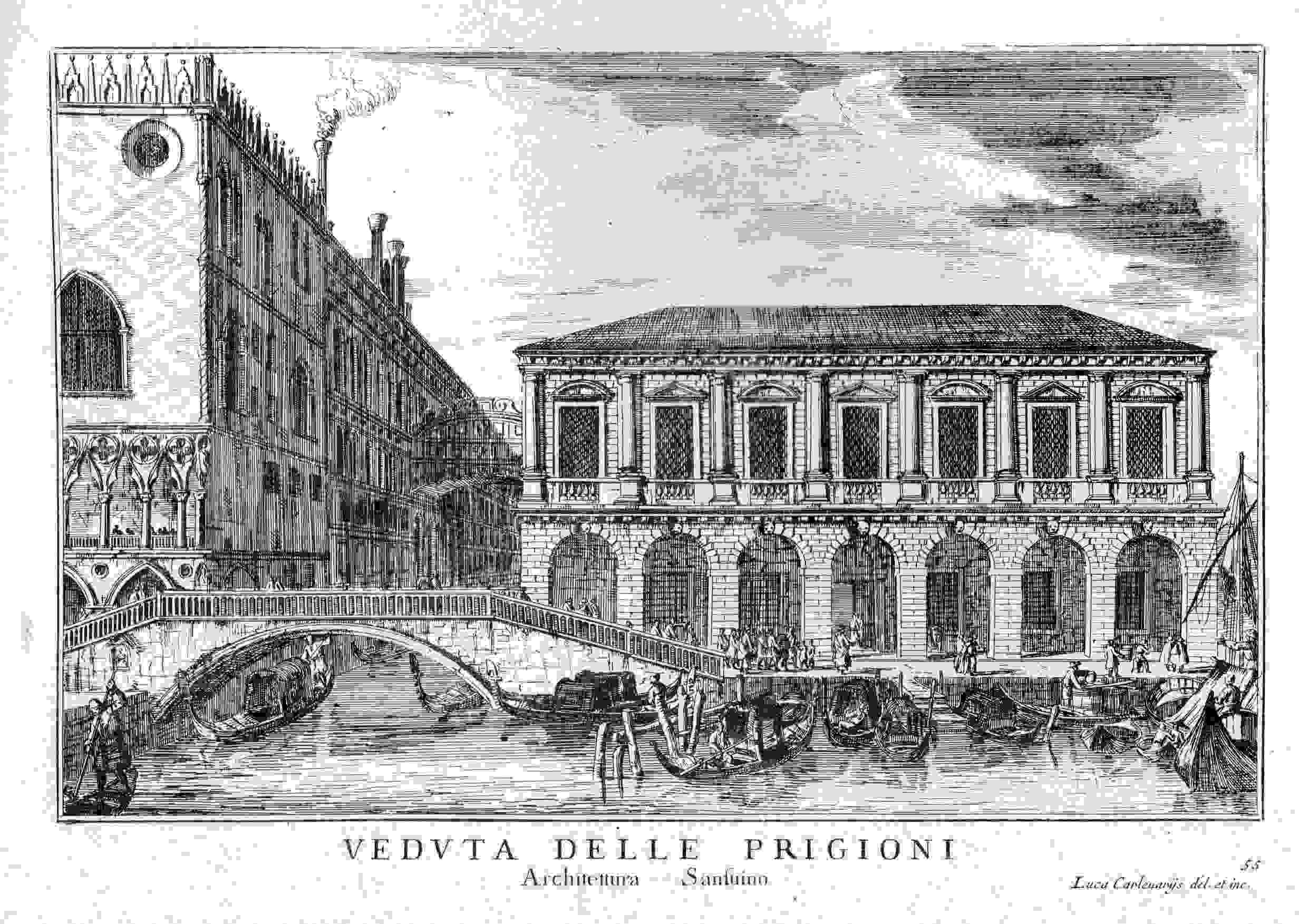
Luca Carlevarijs, Veduta delle Prigioni con il Ponte della Paglia, 1703
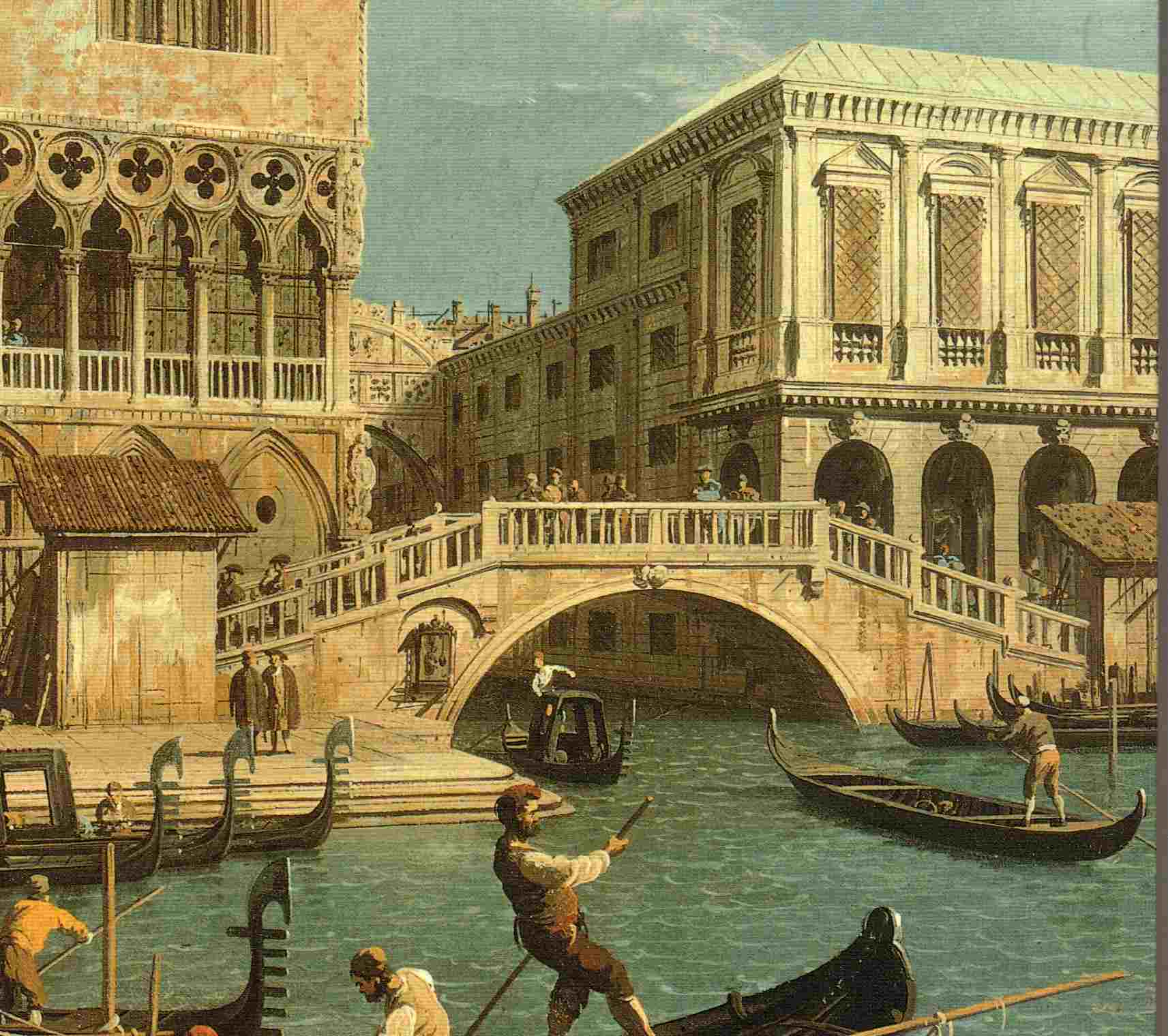
Canaletto, Riva degli Schiavoni dal bacino di San Marco, 1740, particolare con il Ponte della Paglia
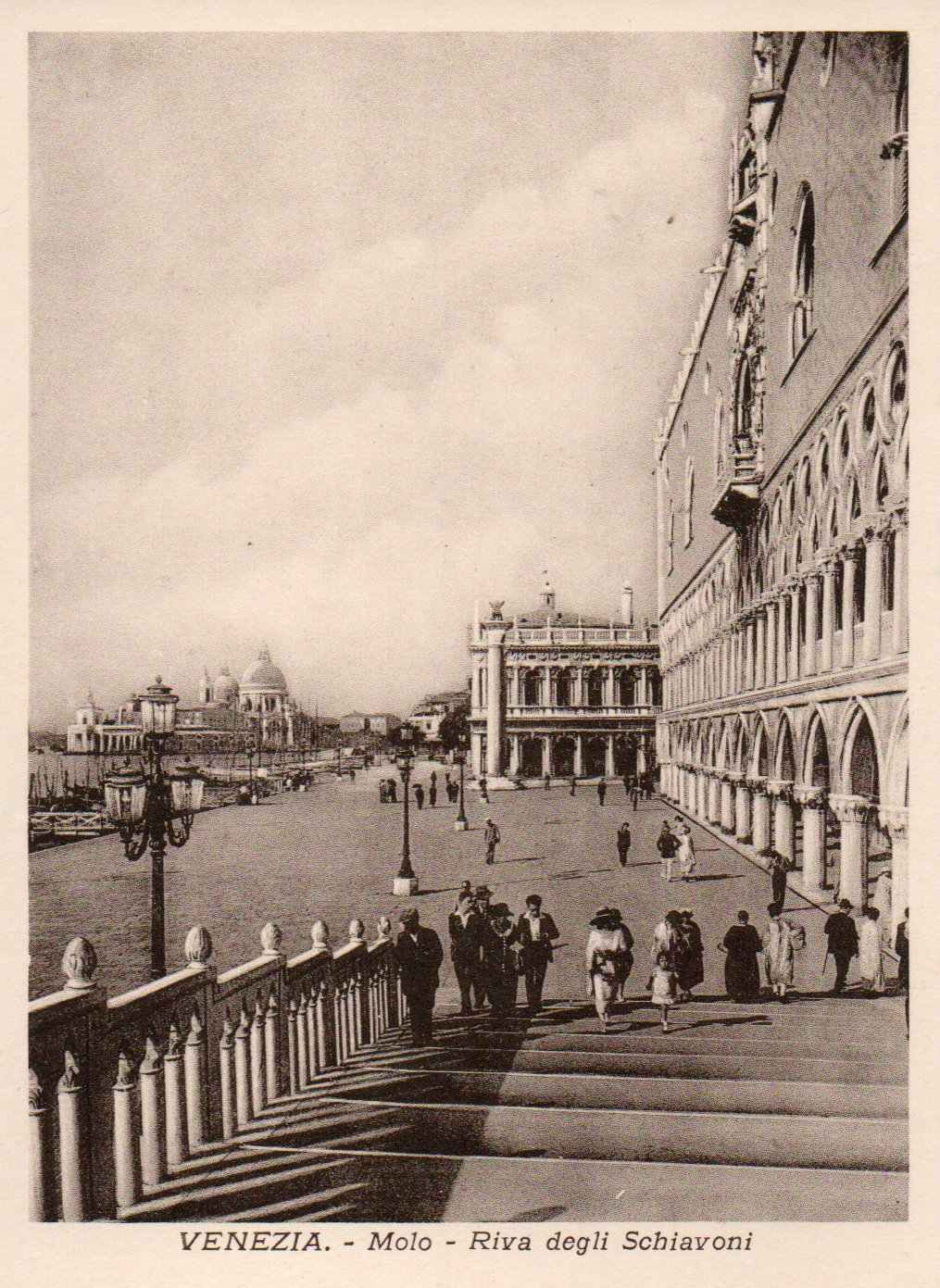
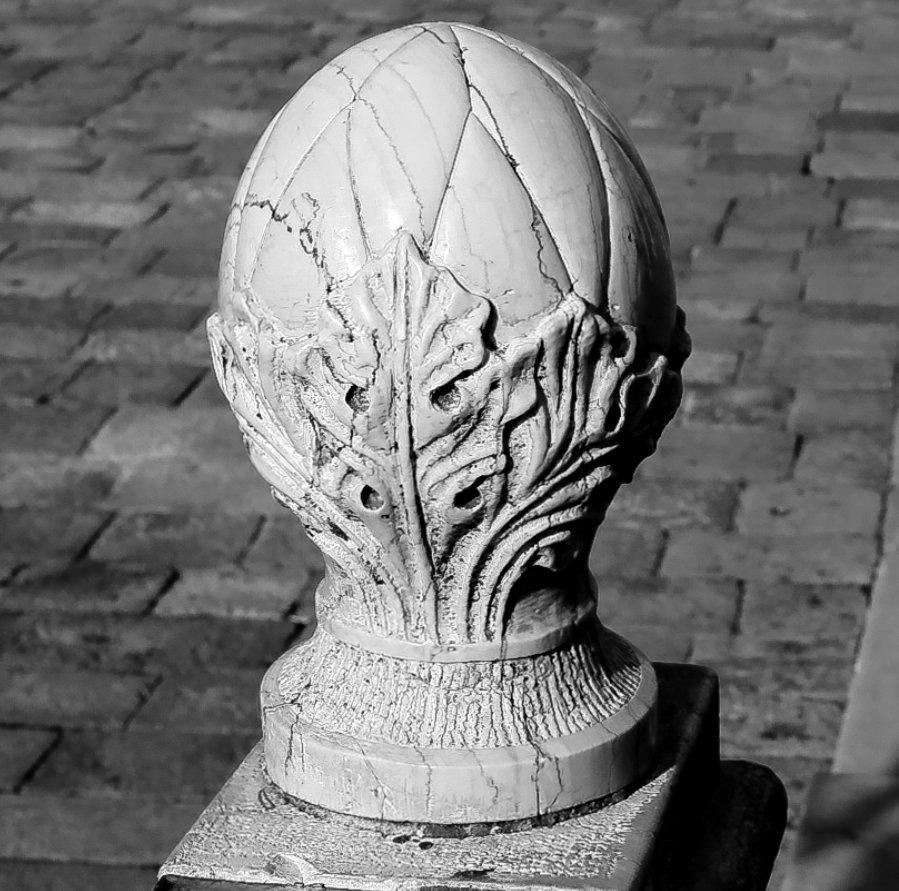
Una pigna del Ponte della Paglia
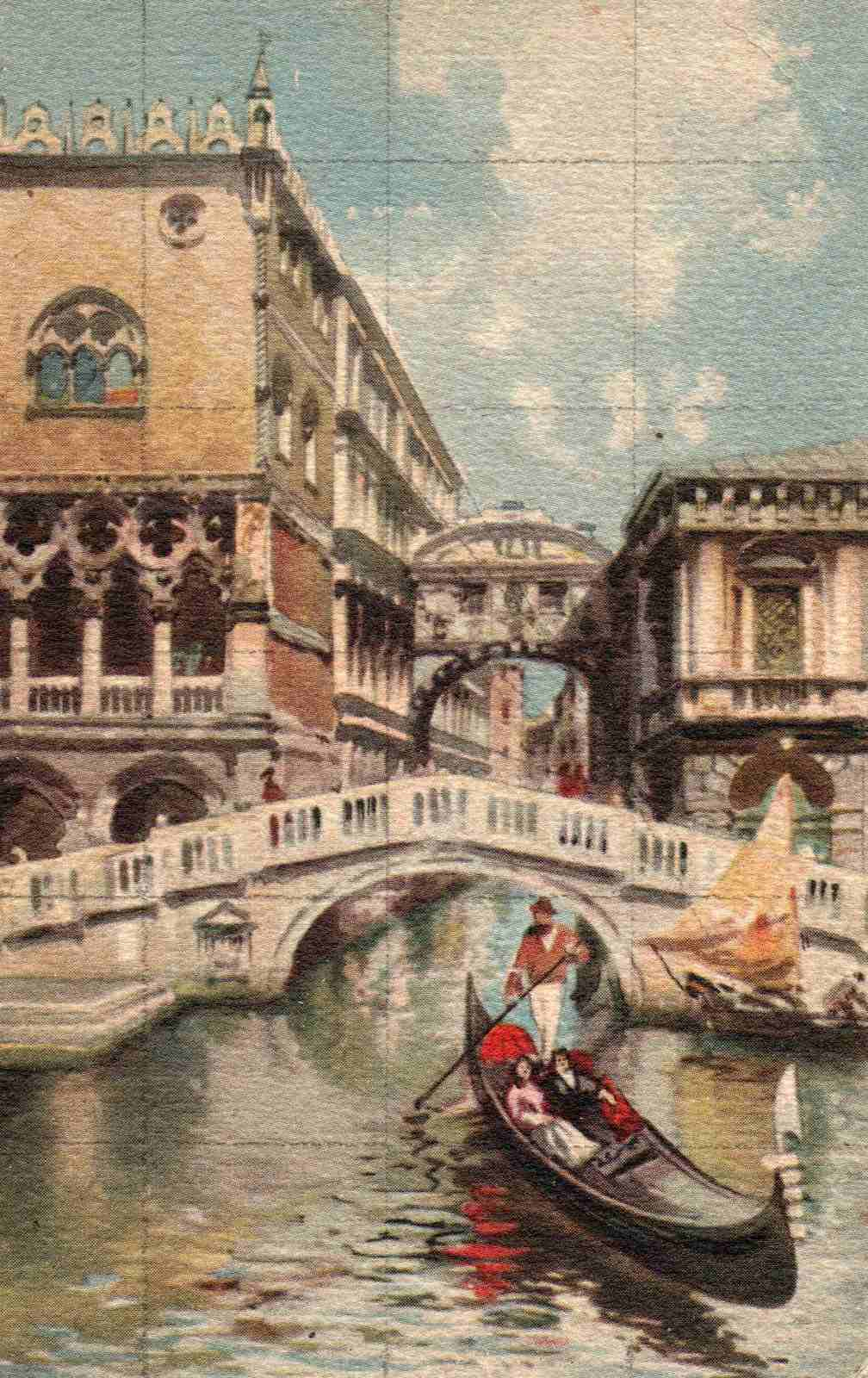
Ponte Paglia, cartolina inizi Novecento
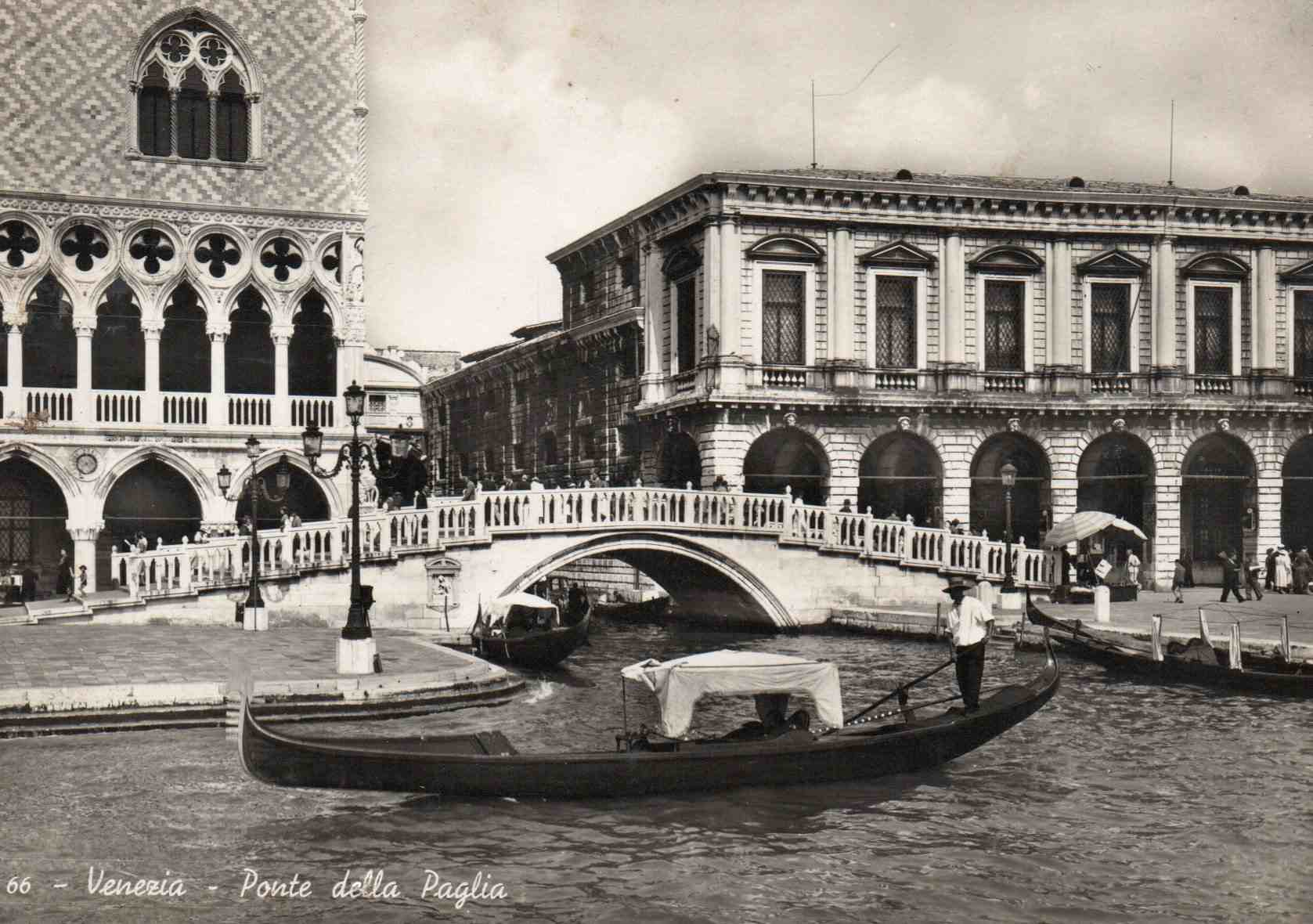
Ponte della Paglia, anno 1943
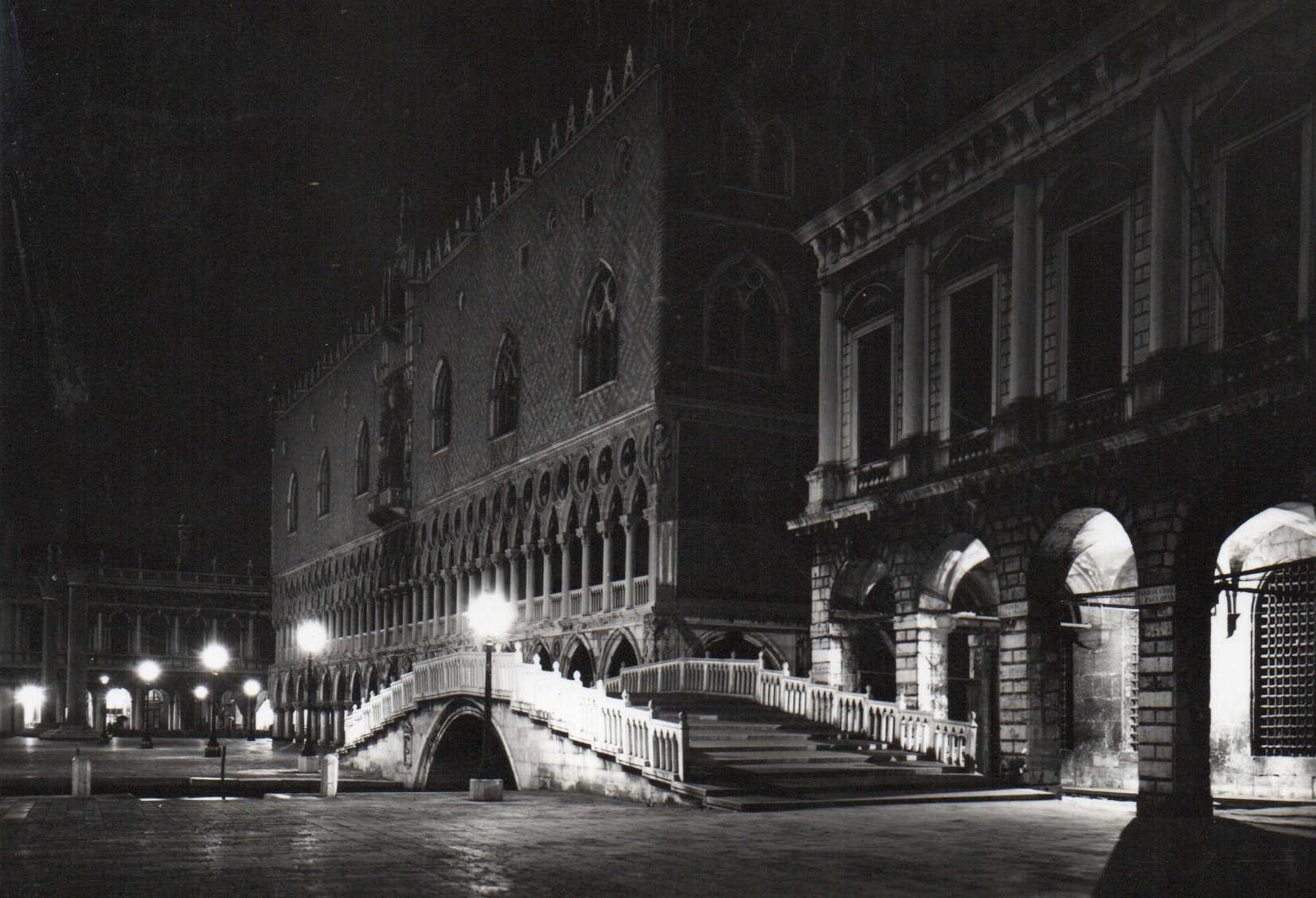
Ponte Paglia, visione notturna, anno 1949
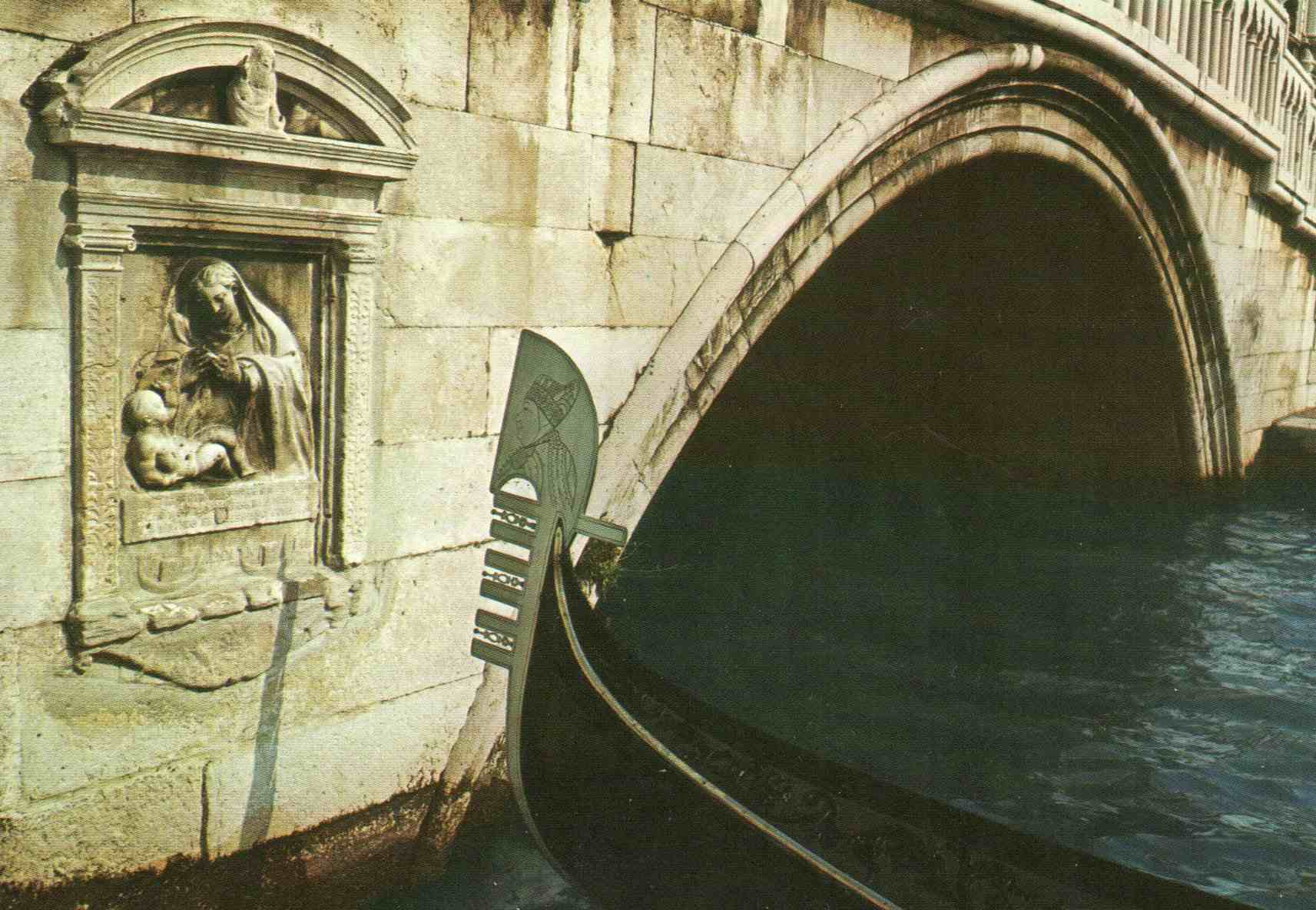
Edicola mariana, 1583
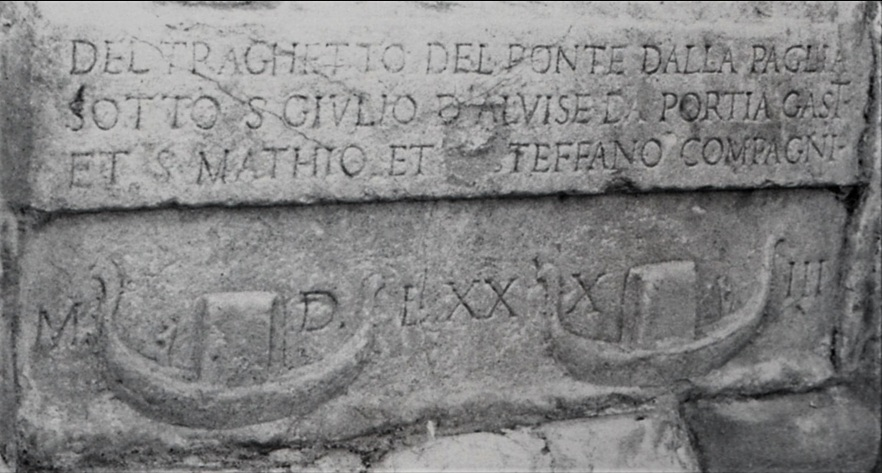
Particolare dell'edicola mariana, 1583